# Неперервна симетрія
 
Кругова симетрія

Неперервна симетрія — інтуїтивне поняття, що означає симетрію, тобто незмінність, щодо неперервного сімейства перетворень. Цим це поняття відрізняється від дискретної симетрії, наприклад, симетрії відображення, інваріантної щодо одного, декількох або дискретного сімейства перетворень.
Прикладом неперервної симетрії є кругова симетрія, тобто обертальна симетрія на будь-який кут. Трансляційна симетрія на довільні вектор в заданому напрямку також є неперервною. У тривимірному просторі прикладом неперервної симетрії є сферична симетрія, яка означає, що вигляд тіла не зміниться, якщо його обертати в просторі на довільні кути, зберігаючи одну точку на місці.